# В горах Югославії
«В горах Югославії» — радянська військова драма, знята режисером Абрамом Роомом на кіностудії «Мосфільм» в 1946 році.

## Сюжет
Про спільну боротьбу югославських партизан і Червоної Армії проти німецьких військ і колабораціоністів під час Другої світової війни. Мирний селянин-боснієць Славко Бабич (Микола Мордвинов), бере в руки зброю, після того як війна прийшла і до його порогу. Створений ним загін з боями проривається на з'єднання з партизанами Броза Тіто. А тим часом радянські воїни, звільняючи югославські міста і села, наближаються до Белграда.

## У ролях
- Іван Берсенєв —  маршал Броз Тіто
- Микола Мордвинов —  Славко Бабич
- Ольга Жизнєва —  Анджа, дружина Янко
- Микола Дупак — ад'ютант Тіто
- Всеволод Санаєв —  червоноармієць Губанов
- Т. Лікар —  Міліца
- Любиша Йованович —  Янко
- Міша Міркович —  Сімела, син Янко і Анджі
- Борис Борозанов —  Драгойло
- Володимир Скрбіншек —  Хамдія
- Драгутін Тодіч —  Блажо
- Стане Чеснік —  Душан
- В'єкослав Афріч —  вчитель Іво і генерал Дража Михайлович
- Боян Ступіца —  німецький фельдмаршал Ервін Роммель
- І. Цесар —  німецький генерал Шмульц
- Анте Павелич — голова усташського хорватського режиму
- Олівера Маркович — епізод

## Знімальна група
- Режисер — Абрам Роом
- Сценарист — Георгій Мдівані
- Оператор — Едуард Тіссе
- Композитор — Юрій Бірюков
- Художник — Олексій Уткін